# نوتنسدورف
نوتنسدورف (به آلمانی: Nottensdorf) یک شهر در آلمان است که در Horneburg واقع شده‌است. نوتنسدورف ۱٬۴۴۱ نفر جمعیت دارد.